# The Days (série télévisée)
Pour les articles homonymes, voir The Days.
The Days est une série télévisée américaine en six épisodes de 42 minutes, créée par John Scott Shepherd et diffusée entre le 18 juillet et le 22 août 2004 sur le réseau ABC.
En France, le premier épisode a été diffusé le 15 décembre 2006 sur Série Club dans les Screenings 2006.

## Synopsis
Chacun des épisodes de cette série met en scène 24 heures de vie des Day, une famille de Philadelphie.

## Distribution
- David Newsom (en) : Jack Day
- Marguerite MacIntyre : Abby Day
- Laura Ramsey : Natalie Day
- Evan Peters : Cooper Day
- Zach Maurer : Nathan Day
- Anastasia Corbett : Maria Romorez

## Épisodes
1. Titre français inconnu (Day 1,412)
2. Titre français inconnu (Day 1,403)
3. Titre français inconnu (Day 1,385)
4. Titre français inconnu (Day 1,375)
5. Titre français inconnu (Day 1,370 [1/2])
6. Titre français inconnu (Day 1,370 [2/2])